# Traité Lloreda-Gutiérrez
Pour les articles homonymes, voir Lloreda et Gutiérrez.
Le traité Lloreda-Gutiérrez, officiellement nommé Tratado sobre Delimitación de Areas Marinas y Submarinas y Cooperación Marítima entre la República de Colombia y la República de Costa Rica, est signé le 6 avril 1984 entre la Colombie et le Costa Rica. 

## Description
Le traité Lloreda-Gutiérrez délimite la frontière entre les deux pays dans l'océan Pacifique.
Il est ratifié par le Congrès de la République de Colombie via la Loi N° 54 de 1985. Il n'a pas encore été approuvé par l'assemblée législative du Costa Rica.